# Biloe
Biloe is een bestuurslaag in het regentschap Timor Tengah Utara van de provincie Oost-Nusa Tenggara, Indonesië. Biloe telt 1296 inwoners (volkstelling 2010).